# Made You Look (Nas)
Made You Look è il primo singolo tratto da God's Son, album del rapper Nas.
Costruito su diversi campioni di Apache, brano della Incredible Bongo Band, è servito a ricostruire l'immagine di Nas dopo la faida con Jay-Z e la pubblicazione dell'album Stillmatic, caratterizzato da un forte richiamo alla old school. Nonostante non abbia avuto lo stesso successo commerciale di I Can, Made You Look ha avuto il suo impatto nei centri urbani, diventando uno dei pezzi più famosi di God's Son.
Esiste anche un remix del pezzo, nel quale Nas viene affiancato da Jadakiss e Ludacris.

## Tracce
Lato A
1. Made You Look (Explicit Version) (3:22)
2. Made You Look (Instrumental with Guns) (3:14)

Lato B
1. The Cross (Explicit Version) (3:47) 
  - Prodotta da Eminem
2. The Cross (Instrumental) (3:47)